# 闻思寺
闻思寺，位于江苏省淮安市淮安区河下街道河下社区湖嘴大街南口旁，为淮安八大名刹之一。闻思寺原名通源寺，始建于唐代末期。宋僧人兰盂重修，定寺名为大悲庵。元、明时期多次被黄河洪水淹没。清初恢复。清康熙四十四年（1705年）南巡时，赐寺名“闻思寺”。清乾隆十三年（1748年）重建地藏大殿。闻思寺香火鼎盛，历任方丈、住持多与文人墨客交往。1945年，闻思寺改为中共中央华中分局的卫生所，刘瑞龙也居住在五间大雄宝殿内。1948年寺庙化为瓦砾。
闻思寺遗址现为淮安市文物保护单位。